# Francesco Straullu
Francesco Straullu (Nuoro, 10 luglio 1955 – Acilia, 21 ottobre 1981) è stato un poliziotto italiano, ucciso in un agguato teso dai militanti dei Nuclei Armati Rivoluzionari, organizzazione terroristica neofascista attiva durante gli anni di piombo.
Entrato nel 1974 nell'Accademia del Corpo delle Guardie di Pubblica Sicurezza, nel 1978 Straullu venne assegnato al raggruppamento della questura di Roma e, l'anno successivo, promosso al grado di capitano in forza alla DIGOS.

## L'omicidio
Impegnato in diverse inchieste sui gruppi dell'eversione nera conclusesi con la cattura di importanti esponenti, già dalla fine degli anni settanta, il nome di Straullu era cominciato a circolare nelle file dei neofascisti romani. «Voci nell'ambiente lo accusano di torture fisiche e prepotenze sugli arrestati ed abusi sessuali sulle donne: probabilmente finirà per pagare il rapporto con Laura Lauricella, l'ex donna di Egidio Giuliani, un altro capobanda detenuto ed irriducibile. Lei invece si è ‘pentita’ e si aggrappa al capitano che ne gestisce il rapporto con la giustizia. Li vedono qualche volta insieme e il tam-tam dell'ambiente li fa subito diventare amanti.»
La mattina del 21 ottobre 1981, mentre Straullu si recava in questura per prendere servizio, a bordo dell'auto guidata dal suo autista, la guardia scelta Ciriaco Di Roma, all'altezza di Acilia, località del comune di Roma, i due vennero bloccati ed uccisi in un'imboscata, da un commando di terroristi dei Nuclei Armati Rivoluzionari formato da Alessandro Alibrandi, Gilberto Cavallini, Francesca Mambro, Giorgio Vale, Stefano Soderini e Walter Sordi.
I neofascisti, credendo che Straullu fosse dotato di un'autovettura blindata, si armarono di conseguenza e spararono con mitra e fucili d'assalto caricati con pallottole traccianti, ad alta potenzialità offensiva. In realtà, quella mattina, i due agenti utilizzavano una normale vettura di servizio, una Fiat Ritmo rossa, che, mentre si immetteva in uno stretto e breve tunnel della via Ostiense, venne investita da una devastante pioggia di proiettili che fece letteralmente scempio dei loro corpi.
L'omicidio fu poi rivendicato con un volantino nel quale, i NAR, scrivevano:
(Volantino di rivendicazione da  Fascisteria di Ugo Maria Tassinari)